# 夢はマジョリカ・セニョリータ
「夢はマジョリカ・セニョリータ」（ゆめはマジョリカ・セニョリータ）は、中谷美紀、東恵子によるユニットKEY WEST CLUBの3枚目にして最後のシングルかつ最後の作品。

## 概要
- この曲は元々ステージのみで歌われていた楽曲だったが、1992年3月21日にリリースされたアニメ『美少女戦士セーラームーン』主題歌「ムーンライト伝説」（歌：DALI／作曲：小諸鉄矢）にメロディが流用された。
- KEY WEST CLUBによる原曲（「ムーンライト伝説」と同メロディ）は、日本テレビの深夜番組『IDOL2』に出演した際に歌っている他、有線放送で流されたことがある。その後、同じ歌詞で別のメロディに作曲し直したバージョンが同年8月21日に発売された。このとき、ラストの2句の歌詞は削られた（シングルのジャケットには削られた歌詞もそのまま掲載されている）。
- 作曲者は小諸鉄矢、編曲者は寺尾広となっているが、「お詫び クレジット内に変更がありました」とする封入物が入っており、作曲者が川島だりあに、編曲者が池田大介に訂正された。また、JASRACの登録もそのようになっている。近田春夫の別名義である「小諸鉄矢とCM NETWORK」とは無関係とされる。

- 本作をもってKEY WEST CLUBが解散したためアルバムへの収録がされず、シングルが廃盤となってからは入手困難となっていた。2012年発売のオムニバスアルバムにて初アルバム化となった。
- 「夢はマジョリカ・セニョリータ」というタイトルであるが、曲中では「夢のマジョリカ・セニョリータ」と歌われている。

## 収録曲
1. 夢はマジョリカ・セニョリータ
作詞・作曲：川島だりあ　編曲：池田大介
2. LOVE・Secret Version
作詞：小田佳奈子 作曲：多々納好夫　編曲：葉山たけし
アルバムUNBELIEVABLEからのリカット。
3. 夢はマジョリカ・セニョリータ (TV Style Songless Version)

## 収録アルバム
- オムニバス『IDOL! アイドル! あいどる! 80's-90's』（2012年9月19日）